# Paketová síť

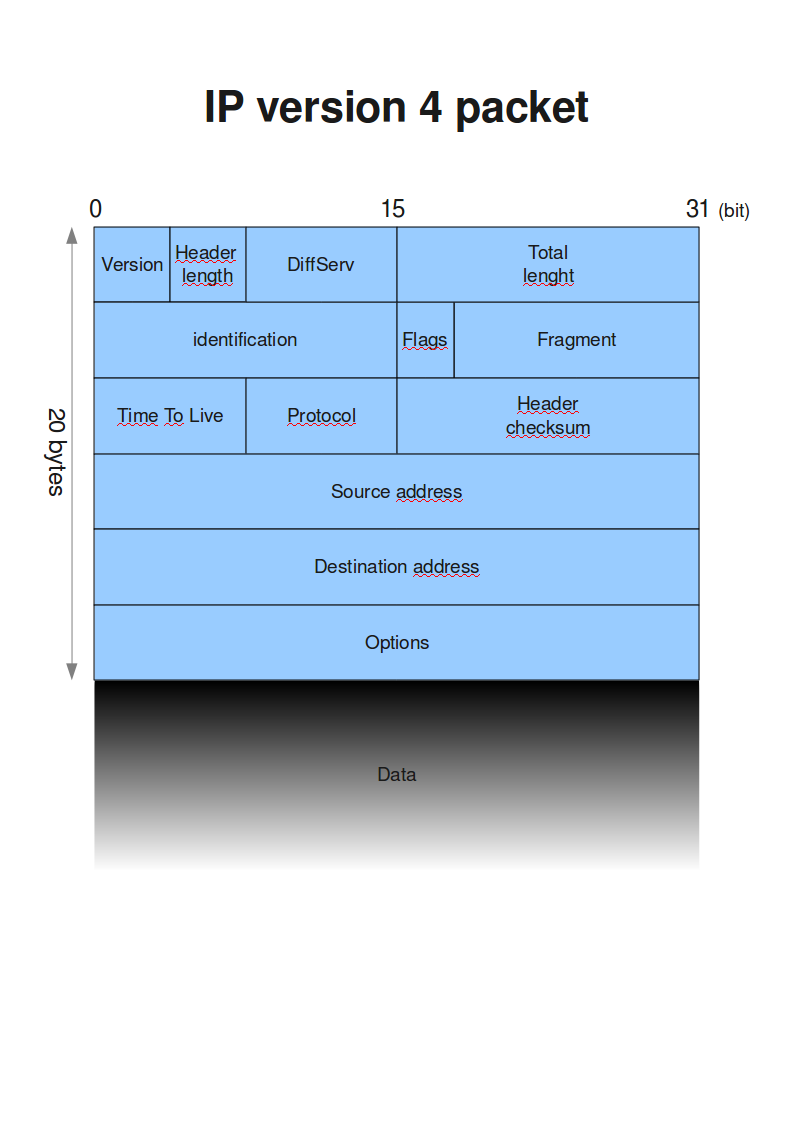
Ukázka vnitřní struktury IPv4 datagramu

Paketová síť je počítačová síť s přepojováním paketů. Základem je, že cesta, kterou paket "putuje", není od zdrojového po cílový uzel známá. Každý paket se tak přenáší jinou trasou, která je ovlivněná topologií sítě, její propustností a výpadky uzlů. Routery tak musí efektivně rozhodovat, kterou cestu pakety posílat dál a reagovat na změny v síti.
Samotný cílový uzel není nijak ověřován, zda existuje, a tedy musí být paket naplněn informacemi, které jsou potřebné pro jeho odeslání k síti. Když paket dorazí do uzlu, je přečtena jeho cílová adresa a popř. další služby, které obsahuje. Poté se zařadí do fronty a čeká na odeslání k požadovanému adresátovi.

## Historie
Využívá se od dob přepojování zpráv v telegrafním provozu. Jako první o ní v červnu roku 1961 publikoval Leonard Kleinrock z Massachusettského technologického institutu (MIT) článek "Information Flow in Large Communication Nets", RLE Quarterly Progress Report. Roku 1972 se ve Washingtonu konala konference The International Conference on Computer Communication (ICCC'72), podporovaná Národní vědeckou nadací (NSF). Na ICCC'72 se sešli vědci z mnoha zemí celého světa, kteří se zajímali o vytváření počítačových sítí a pokusili se vytvořit umožnění komunikace uvnitř sítě. V hotelu, kde se konference konala, byl umístěn jeden uzlový počítač sítě ARPAnet (Advanced Research Projects Agency) a několik desítek terminálů, s jejichž pomocí bylo možno komunikovat s řadou hlavních počítačů po celých Spojených státech. Tato ukázka přesvědčila nejen účastníky konference, ale i širokou odbornou veřejnost, že paketová komunikace je životaschopná, dostatečně rychlá a hlavně spolehlivá i při různorodosti spolupracujících zařízení.

## Vývoj
Prvním typem paketové sítě se stal X.25, který vznikl již v sedmdesátých letech podle doporučení CCITT (Comité Consultatif International Télégraphique et Téléphonique; dnes ITU-T). Tato technologie vznikla v době, kdy byla síť WAN poměrně nespolehlivá. Protokol se využíval především pro kontrolu chyb a případnou opravu. Jeho nevýhodou je vysoká režie, protože X.25 si ukládá svá data, která nestačí zpracovat a až po zpracování je posílá. Další nevýhodou je podpora rychlosti pouze do 64 kbit/s, což pro moderní komunikační prostředky již nestačilo.
Vznikla tak technologie Frame Relay, která na rozdíl od předešlého protokolu pracovala již na spojové vrstvě (X.25 pracuje na síťové vrstvě) a tím snížila režii při přenosu dat a zrychlila jej. Frame Relay neprovádí žádnou kontrolu chyb a detekci chyb a jejich opravu svěřuje vyšším vrstvám (viz model OSI). Technologie je tak není spolehlivá, protože protokol sám nijak nekontroluje ani nezajišťuje, že data budou doručena cílové stanici. Její hlavní hlavní výhodou byla vyšší rychlost v řádu Mbit/s.
Postupem času se s požadavky na stále větší šířku pásma a zajištěnou kvalitu vyvinula komunikace s přepojování buněk, tzv. buňková komunikace. Buňka je datová jednotka, která má na rozdíl od paketu nebo rámce pevný formát a pevnou délku. Tím se zjednodušuje realizace mechanizmů přenosu a přepojování přímo v hardwaru směrovačů/přepínačů místo programových prostředků a zrychlí se celkové zpracování. Pro přenos, přepojování a směrování se využívá Asynchronous Transfer Mode, zkráceně ATM. Ten byl původně navržen jak pro přenos dat, tak i hlas. Vzniká zde podobnost s telefonní síti. Cílová stanice je oslovena prostřednictvím ATM přepínače a pokud neodpoví nebo odmítne žádost o spojení, nemohou přepínače navázat koncové spojení mezi zdrojem a cílem a komunikace mezi nimi nemůže proběhnout. Technologie ATM je však čím dál víc zatlačována požadavky sítí na rychlost a možnost prioritizace datových toků. Zejména složitost SAR (podvrstva v ATM) je úzkým hrdlem ve výkonu, neboť nejrychlejší známé SAR fungují na 2,5 Gb/s a mají omezenou schopnost prioritizace datových toků (prioritizace datových toků je jedním ze základních požadavků na QoS).
V současnosti to vypadá tak, že implementace Ethernetu (10gigabitový Ethernet, MetroEthernet) postupně nahradí ATM na mnoha místech.

## Výhody
Její hlavní výhodou jsou omezené úseky mezi dvěma uzly a tím pádem jsou pakety spolehlivější a kvalitnější. V případě, že koncový uzel neexistuje, je možné přeposlat na uzel na jiného adresáta nebo paket vrátit odesílateli. Minimalizují se ztráty paketů v síti a díky aktivnímu dynamickému přizpůsobování routerů je omezeno přetížení sítě, kdy pakety nejsou posílány na vytížený okruh, ale využívá všech volných kapacit nebo málo vytížených okruhů.

## Současnost
Díky svým výhodám, že pakety putují po kratší vzdálenosti, se paketové sítě staly základem Internetu. Postupně se rozšiřují i do mobilních sítí, kde se přechází od přepojovaných okruhů (GSM) k přepojování paketů (GPRS a 3G)..